# Karl von Roser
Karl Ludwig Friedrich Roser, ab 1828 von Roser, (auch Carl; * 20. März 1787  in Vaihingen an der Enz; † 27. Dezember 1861 in Stuttgart) war ein Ministerialsekretär, Geheimer Legationsrat, Direktor des Staatsarchivs, des Lehensrats und Staatsrat. Kurzzeitig war Roser Leiter des Außenministeriums im Königreich Württemberg.

## Herkunft
Die Eltern Rosers entstammen dem württembergischen Bürgertum. Der Vater war Friedrich Karl Roser († 1822) aus Köngen, welcher von 1784 bis 1793 als Oberamtmann in Vaihingen an der Enz tätig war, anschließend bis 1808 in Winnenden und danach bis zu seinem Tode Oberamtmann in Herrenberg. Rosers Mutter Elisabeth war eine geborene Kaufmann, die früh verstorbene Tochter des Geheimen Rats von Kaufmann aus Stuttgart.

## Werdegang

### Schulbildung
Karl von Roser erhielt seinen ersten Unterricht bei seinem Hauslehrer, dem Präzeptor Breitschwerdt aus Ludwigsburg. Danach besuchte er das Gymnasium in Stuttgart und wohnte als sogenannter Kostschüler im Haus des Professors Roth. Während der Ferien hielt Roser sich in der Familie bei seinem Vater und seinen Geschwistern auf. Roser empfand das Haus des Vaters in Winnenden und die bergige Gegend um das Remstal als seine eigentliche Heimat.

### Studium der Rechtswissenschaften
Im Jahre 1804 begann Roser auf Wunsch seines Vaters das Studium der Rechtswissenschaften an der Eberhard Karls Universität Tübingen, obwohl er selbst das Studium der Medizin oder der Naturwissenschaften bevorzugt hätte. Seiner Neigung gemäß betrieb er eigenständige Beobachtungen der Vorgänge in der Natur und besuchte Vorlesungen über Allgemeine Zoologie bei Carl Friedrich Kielmeyer. Zu seinen Freunden aus der Studienzeit zählten die Jurastudenten  Ludwig Uhland, Karl Mayer und der Medizinstudent Justinus Kerner.

### Staatsexamen und Bildungsreise

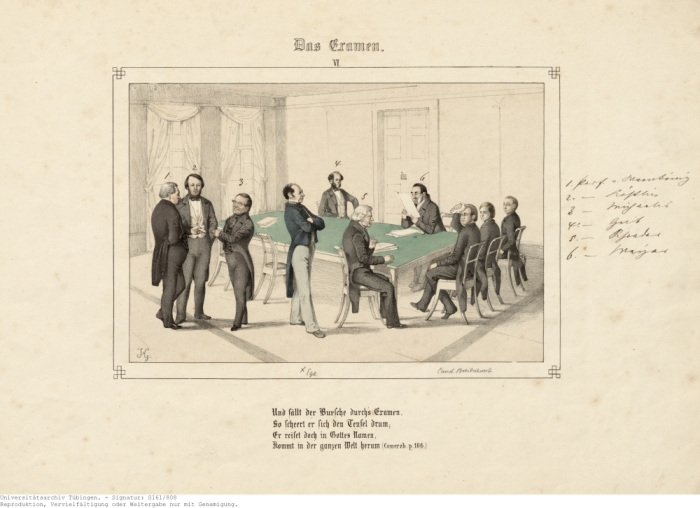
Das Juristische Examen, die mündliche Prüfung an der Universität Tübingen vor 1850. Hier im Bild sind die anwesenden Professoren der Prüfungskommission dargestellt: 1.) Leopold August Warnkönig, 2.) Christian Reinhold Köstlin, 3.) Adolf Michaelis, 4.) Karl Gustav Geib, 5.) Eduard Schrader, 6.) Max Samuel von Mayer, sowie drei Examenskandidaten

Nach einer knapp dreijährigen Studienzeit bestand Roser das Juristische Staatsexamen in Stuttgart mit summa cum laude und wurde am 29. September 1807 als Rechtsanwalt zugelassen. Nach seinen absolvierten Juristischen Examina begab sich Roser zu einem Studienaufenthalt nach Paris. Hier vertiefte er seine Kenntnisse über die Jurisdiktion, die Rechtsprechungsgrundlagen des Französischen Staatswesens, festgeschrieben in dem im Jahr 1804 erlassenen Code Napoléon. Parallel dazu hörte Roser auch die Vorlesungen von Georges Cuvier.
Bereichert mit neuen Kenntnissen durch Cuvier und dem Abschluss seiner Studien zum Französischen Staatswesen begab sich Roser auf seine Bildungsreise und Studienreise nach Südfrankreich, wo er sich eingehend mit der Fauna und Flora des Mittelmeerraumes beschäftigte. Seine Studien führten ihn weiter bis nach Süditalien.
Er besuchte Neapel und besichtigte den Vesuv sowie das versunkene Pompej. Seine Heimreise führte ihn über Rom, Norditalien und die Alpen zurück in die Heimat nach Württemberg.

### Rechtsanwalt und Berufung in den Staatsdienst
Nach einer Hilfstätigkeit als Aktuar in der Oberamtsschreiberstube seines Vaters in Herrenberg, ließ sich Karl von Roser als Rechtsanwalt in Stuttgart nieder. Im Jahre 1811 berief König Friedrich Karl von Roser nach Durchsicht eines von ihm beschriebenen Kriminalfalls in den württembergischen Staatsdienst. Roser wurde 1815 Sekretär im Kriegsministerium, und ab 1816 bei der württembergischen Verfassungskommission. Seine Beförderung zum Oberregierungsrat im Ministerium des Innern erfolgte 1817.

### Wechsel vom Innenministerium ins Außenministerium
Mit der Ernennung zum Legationsrat 1819 war der Wechsel vom Innen- ins Außenministerium verbunden. Bei der Versetzung ins Außenministerium spielte die Kenntnis fremder Rechtsverhältnisse und Sprachen, namentlich des Französischen, die er sich durch seine Auslandsreise erworben hatte, eine wesentliche Rolle. Im Außenministerium war Roser als Zensor tätig. Zwar gab es in Württemberg eigentlich per Gesetz seit  1817  Pressefreiheit, aber auf Grund der Karlsbader Beschlüsse war auch in Württemberg die Zensur als übergeordnetes Bundesrecht wieder notwendig worden.
Es galt, Zeitungsbeiträge zu verhindern, die die Beziehungen insbesondere zu Österreich oder  Preußen stören konnten. Weitere Betätigungsfelder Rosers waren die Belange des Zollvereins, die Ausarbeitung von Verträgen mit fremden Staaten zum Schutz der württembergischen Gewerbeinteressen, das Konsulatswesen und die Sorge um württembergische Untertanen im Ausland in verschiedensten rechtlichen Situationen. Im Jahre 1824 erfolgte Rosers Beförderung zum Geheimen Legationsrat und 1845 wurde er Direktor des Staatsarchivs.

### Amtszeit nach der Märzrevolution
Nach der im März 1848 ausgebrochenen Deutschen Revolution übernahm das Ministerium Römer die württembergische Regierung, in welcher Roser die Leitung des Departments der auswärtigen Angelegenheiten ausübte. Dies entsprach nach heutigem Verständnis der Position eines Außenministers, ohne dass Roser je den Titel eines Ministers verliehen bekam. Mit dem Ende der Regierung Römer trat Roser in seine frühere Stellung als Direktor und vortragender Rat im Außenministerium zurück und wurde 1851 zum Direktor des Lehenrats ernannt. Nach 45 Jahren im Staatsdienst trat er 1856 in den Ruhestand. Im selben Jahr war er zum Staatsrat erhoben worden. Er stand dem Außenministerium noch bis zu seinem Tod in beratender Funktion zur Verfügung.

## Privatleben

### Heirat in eine große württembergische Kaufmannsfamilie
Karl von Roser war evangelisch. Er vermählte sich am 31. Oktober 1814 in Berg mit der aus Calw stammenden Luise Vischer (1796–1841), einer Tochter von Johann Martin Vischer und Schwester von Emilie Vischer (1799–1881), der Ehefrau Ludwig Uhlands. Beide Schwestern sind Nichten des Landtagsabgeordneten und Stuttgarter Oberbürgermeisters Willibald Feuerlein. Die Freunde Roser und Uhland konnten es über viele Jahre so einrichten, dass ihre Familien miteinander in einem Haus wohnten.
Der Ehe Karl von Rosers mit Luise Roser geb. Vischer entsprossen die Söhne Carl, Wilhelm, Gustav und Ludwig; und die Töchter Emilie und Luise. Der Sohn und Pfarrer Carl war der Verfasser der Stammtafeln der Familie Feuerlein von 1855 und 1869; der Sohn Wilhelm war Professor für Chirurgie an der Universität Marburg, die Tochter Emilie (1818–1889) heiratete 1837 den Handelsmann und späteren Landtagsabgeordneten Arthur Conradi. Ein Ur-Ur-Enkel Karl von Rosers und seiner Frau Luise ist der Puppenspieler Albrecht Roser.

### Naturwissenschaftliche Forschungsinteressen
Die naturwissenschaftlichen Forschungsinteressen Karl von Rosers, die anfänglich der gesamten Natur und deren Geschichte galten, grenzte er letztlich aus Zeitmangel auf ein Teilgebiet ein. So betrieb er über 30 Jahre lang intensiv Insektenkunde, forschend auf dem Gebiet der Klassifikationen, Metamorphosen und Lebensweisen, sammelte er Präparationen von etwa 20.000 Insektenarten. Die Hinterbliebenen stifteten Teile der Insektensammlung und die dazugehörige Bibliothek der Naturaliensammlung des Vereins für Vaterländische Naturkunde in Württemberg.
Nach zwei Schlaganfällen, die sich 1859 und im Sommer 1861 ereigneten, verstarb der vielseitig, bis in die letzten Jahre seines Lebens interessierte Karl von Roser, kurz nach Weihnachten 1861.

## Ehrungen
- 1828 Ritterkreuz des Ordens der Württembergischen Krone,[3] welches mit dem persönlichen Adelstitel (Nobilitierung) verbunden war
- 1841 Kommenturkreuz des Ordens der Württembergischen Krone[4]
- 1843 Kommandeurskreuz 2. Klasse des Ordens vom Zähringer Löwen[5]
- Träger des Großherzoglich Hessischen Ludwigsordens
- Ehrenkreuz II. Klasse des Fürstlichen Hausordens von Hohenzollern[6]